# Gestión tecnológica
La gestión tecnológica (también, administración de la tecnología o gestión de la tecnología) se define como el conjunto de conocimientos y actividades capaces de generar valor por medio de un uso tecnológico eficaz, que permitan una producción y administración más efectiva en la ejecución de sus tareas y por ende se aumente la competitividad organizacional en el mercado. 
El cambio en la apertura comercial y el surgimiento de nuevas tecnologías de la información y la comunicación, han generado modificaciones en los mercados, la manera de hacer los negocios, transición en el nivel productivo de bienes y servicios y hasta mejoras en el área de la sostenibilidad, obligando a las organizaciones modernas a generar nuevas ideas estratégicas para generar una mayor competitividad. Las nuevas organizaciones han encontrado respuestas para mejorar sus tecnologías e ir a la vanguardia de las necesidades de la demanda por medio de la gestión tecnológica.
Se ha propuesto que la gestión tecnológica sea extendida a todos los procesos de la empresa: la gestión del conocimiento, procesos administrativos de la información, procesos productivos y en los procesos relacionados con la alta gerencia. 

## Herramientas de la gestión tecnológica
Existe un conjunto de herramientas que, si se estudian detenidamente, se convierten en el apoyo para la introducción y práctica de la gestión tecnológica: 
- análisis de mercado
- análisis de patentes
- auditorías
- benchmarking
- creatividad
- evaluación de proyectos
- gestión de los derechos de la propiedad intelectual e industrial
- gestión de proyectos
- prospectiva tecnológica